# 선유도항
선유도항은 전북특별자치도 군산시 옥도면 선유도리, 선유도 섬에 있는 어항이다. 1974년 4월 12일 지방어항으로 지정되었다. 시설관리자는 군산시장이다.

## 연혁
2009년 12월 11일 선유도항 배후부지 토지이용계획 전체 면적이 종전 30,781m2에서 29,186m2로 변경되었다.

## 어항구역
본 항의 어항구역은 다음과 같다
- 육역[2]
  - 군산시 옥도면 선유도리 474번지(잡종지, 24,860.7m2)
  - 군산시 옥도면 선유도리 474-1번지(제방, 5,486.5m2)

## 어항시설
- 선착장 10m, 방파제 215m, 물양장 275m